# Den Sorte Diamant
Den Sorte Diamant (eller Diamanten) i København er den nyeste tilbygning fra 1999 til Det Kongelige Bibliotek på Slotsholmen. Den er tegnet af arkitektfirmaet Schmidt Hammer Lassen og har 450 lokaler og 800 døre, der kræver nøgler. Facaden består af 2.500 kvadratmeter sort granit fra Zimbabwe (Absolute Black), som er tilskåret og poleret i Norditalien. Stenene vejer 75 kg stykket. Glasvæggene mod læsesalene er fremstillet i Tyskland, de er 6 meter høje, 2,40 meter brede og 16 mm tykke. Hver enkelt glasskive vejer 576 kg.
Den Sorte Diamant indeholder først og fremmest publikumsfunktioner. I stueplan findes Caféen. Det er også i stueplanet, at bibliotekets brede kulturformidling foregår: Med udgangspunkt i bibliotekets samlinger er der regelmæssige udstillinger baseret på eller inspireret af bibliotekets samlinger med fokus på områder som kulturhistorie, samtidsfotografi og kunstersamarbejder som Marina Abramović og Nick Cave.
I stueplanet findes selve biblioteksudlånet.
To etager over den stærkt trafikerede Christians Brygge forbinder Kierkebybroen Den Sorte Diamant med den gamle biblioteksbygning Holm. Højere oppe i Diamanten findes en række specialcentre og læsesale. Publikumsfaciliteterne som læsesale er samlet i midten af Diamanten omkring det høje, lyse atrium, der er i hele bygningens højde. Ud mod bygningens sider ligger kontorer og administration. Bibliotekets direktion har sæde øverst i bygningen.
Diamantklubben er Det Kongelige Biblioteks kulturklub. Med udgangspunkt i biblioteket og dets unikke samlinger tilbyder klubben kulturelle arrangementer i Den Sorte Diamants smukke rum. Bl.a. foredrag, koncerter og udstillinger.

## Læsesale
I Den Sorte Diamant er der fire læsesale: Forskningslæsesalen, Studielæsesalen, Den gamle læsesal samt Det Administrative Biblioteks Læsesal.

### Forskningslæsesalen
Læsesalens formål:
- at muliggøre studier af læsesalsklausuleret materiale
- at stille en stor referencesamling til disposition for brugerne
- at give mulighed for en fast forskerplads
- at formidle forskningsresultater fra læsesalens brugere

Læsesalens målgruppe:
- Københavns Universitet
- forskere fra ind- og udland
- andre der søger viden på højere niveau

Læsesalens referencesamling er fordelt på to etager med en samlet kapacitet på 65.000 bind. Den dækker flere af Det Kongelige Biblioteks fagområder, men med hovedvægt på humaniora og teologi.